# Репец (река)
Репе́ц — река в Липецком и Задонском районах Липецкой области. Левый приток реки Дон. Длина реки составляет 46 км.
В истоке разветвляется на два основных притока; один начинается у деревни Ключики, другой — у села Товаро-Никольское. В Дон впадает в районе села Старая Воскресеновка.
От истока до села Архангельские Борки пересыхающая. У села Частая Дубрава на Репце сделана запруда.
Через Репец перекинут мост по магистрали «Дон» (недалеко от Старой Воскресеновки).
На Репце стоят селения Частая Дубрава, Лозы, Архангельские Борки, Страховка, Южевка, Камышевка, Репец, Заречный Репец и Алексеевка.
Название, возможно, от слова репина — явор, древесное растение.

## Данные водного реестра
По данным государственного водного реестра России относится к Донскому бассейновому округу, водохозяйственный участок реки — Дон от города Задонск до города Лиски, без рек Воронеж (от истока до Воронежского гидроузла) и Тихая Сосна, речной подбассейн реки — Дон до впадения Хопра. Речной бассейн реки — Дон (российская часть бассейна):